# 岘港站
岘港站（越南语：／*/?）是越南岘港市的一个铁路车站，也是南北鐵路上的重要车站之一，每周都有超过30趟来自河内和胡志明市的旅客列车经停此站。岘港站是一个尽头式车站，所有在岘港站到发的旅客列车都需要换向。

## 参看
- 越南铁路运输